# 165
| [ Edytuj tabelę ] |                                                   |
| Cesarz Chin       | - 146 Han Huandi 168                              |
| Władca Korei      | - 146 Ch’adae 165 - 165 Sindae 179                |
| Papież            | - 155 Anicet 166                                  |
| Król Partów       | - 147 Wologazes IV 191                            |
| Cesarz Rzymu      | - 161 Marek Aureliusz 180 - 161 Lucjusz Werus 169 |

Rok 165 / CLXV
stulecia: I wiek ~
II wiek ~
III wiek

lata: 155 «
160 «
161 «
162 «
163 «
164 «
165
» 166
» 167
» 168
» 169
» 170
» 175

## Wydarzenia
Cesarstwo Rzymskie
- Rzymianie pod dowództwem Awidiusza Kasjusza spalili Seleucję nad Tygrysem i Ktezyfon. Następnie wdarli się do Medii, ale epidemia zmusiła ich do odwrotu i zawarcia pokoju z królem partyjskim Wologazesem IV. Cesarstwo zachowało północną Mezopotamię.
- W Italii i prowincjach rzymskich zaczęła się zaraza Antoninów, epidemia dżumy lub ospy przywleczonej z Bliskiego Wschodu.

## Urodzili się
- 7 maja – Julia Maesa, syryjska księżniczka z Emesy.

## Zmarli
- Deng Mengnü, chińska cesarzowa.
- Justyn Męczennik, filozof chrześcijański (ur. 100).
- Peregrinos Proteus, filozof cynik.